# Chaw
Chaw (pers. ‏خاو‎) – wieś w zachodnim Iranie, w ostanie Kurdystan. W 2006 roku miejscowość liczyła 335 osób w 82 rodzinach.